# Bangkok BTS Futsal Club
Der Bangkok BTS Futsal Club (Thai:สโมสรฟุตซอลกรุงเทพมหานคร) ist ein 2008 gegründeter professioneller thailändischer Futsalverein aus der Hauptstadt Bangkok, der in der Thailand Futsal League, der höchsten thailändischen Spielklasse, spielt.

## Geschichte
Der Verein wurde 2008 gegründet. Der Hauptsponsort des Vereins ist die Bangkok Mass Transit System Public Company Limited (BTS). Die beste Platzierung in der Liga war ein zweiter Platz 2015. Den AFF Futsal Cup gewann der Klub 2018.

## Erfolge
- Thailändischer Vizemeister: 2015
- AFF Futsal Cup: 2018

## Stadion
Der Verein trägt seine Heimspiele in der Sporthalle des His Majesty the King’s 72nd Birthday Anniversary Gymnasium in Bangkok aus. Die Halle hat ein Fassungsvermögen von 2000 Personen.